# Llista d'ocells de l'illa de Wrangel
Aquesta llista d'ocells de l'illa de Wrangel inclou 13 espècies d'ocells que es poden trobar a l'illa de Wrangel.
| Ordre           | Família           | Espècie                                        | Observacions         | Imatge                                         |
| --------------- | ----------------- | ---------------------------------------------- | -------------------- | ---------------------------------------------- |
| Anseriformes    | Anatidae          | Oca de les neus (Chen caerulescens)            |                      | Oca de les neus                                |
| Anseriformes    | Anatidae          | Chen rossii                                    | Hi és rar/accidental | Chen rossii                                    |
| Anseriformes    | Anatidae          | Èider (Somateria mollissima)                   |                      | Èider                                          |
| Anseriformes    | Anatidae          | Ànec glacial (Clangula hyemalis)               |                      | Ànec glacial                                   |
| Gaviiformes     | Gaviidae          | Calàbria petita (Gavia stellata)               |                      | Calàbria petita                                |
| Suliformes      | Phalacrocoracidae | Phalacrocorax pelagicus                        |                      | Phalacrocorax pelagicus                        |
| Charadriiformes | Charadriidae      | Pigre gris (Pluvialis squatarola)              |                      | Pigre gris                                     |
| Charadriiformes | Scolopacidae      | Territ gros (Calidris canutus)                 |                      | Territ gros                                    |
| Charadriiformes | Laridae           | Gavineta de tres dits (Rissa tridactyla)       |                      | Gavineta de tres dits                          |
| Charadriiformes | Alcidae           | Somorgollaire de Brünnich (Uria lomvia)        |                      | Somorgollaire de Brünnich                      |
| Charadriiformes | Alcidae           | Somorgollaire alablanc (Cepphus grylle)        |                      | Somorgollaire alablanc                         |
| Passeriformes   | Motacillidae      | Motacilla alba                                 |                      | Motacilla alba                                 |
| Passeriformes   | Calcariidae       | Repicatalons de Lapònia (Calcarius lapponicus) |                      | Repicatalons de Lapònia (Calcarius lapponicus) |